# La bonne année
La Bonne Année is een Frans-Italiaanse film van Claude Lelouch die werd uitgebracht in 1973. 

## Samenvatting
De gangster Simon bereidt samen met zijn medeplichtige Charlot een overval voor op een gekende juwelenzaak die gelegen is op La Croisette in Cannes. Tijdens de voorbereidingen valt zijn blik op de mooie Françoise die een antiekhandel uitbaat vlak naast de juwelenwinkel. Alhoewel ze erg verschillen van elkaar worden de chique antiekhandelaarster en de ietwat onbehouwen inbreker verliefd op elkaar.

## Rolverdeling
| Acteur                 | Personage                                          |
| ---------------------- | -------------------------------------------------- |
| Lino Ventura           | Simon                                              |
| Françoise Fabian       | Françoise                                          |
| Charles Gérard         | Charlot                                            |
| André Falcon           | de juwelier                                        |
| Lilo de la Passardière | mevrouw Félix                                      |
| Claude Mann            | Claude                                             |
| Frédéric de Pasquale   | Henri                                              |
| Gérard Sire            | de gevangenisdirecteur/commentaarstem op televisie |
| Silvano Tranquili      | de Italiaanse minnaar                              |
| Bettina Rheims         | Nicole                                             |
| Georges Staquet        | de commissaris                                     |
| Harry Walter           | eerste inspecteur                                  |
| Michel Bertay          | taxichauffeur                                      |
| Michou                 | zichzelf                                           |
| Mireille Mathieu       | zichzelf                                           |